# Андросова-Іонова Марія Миколаївна
Андросова-Іонова Марія Миколаївна (14 (26) жовтня 1864, II Ігидейський наслег Ботуруського улусу Якутської області — 1941, Ташкент) — авторка та виконавиця якутського епосу олонхо, фольклористка.

## Біографія
Народилась 14 жовтня 1864 року в Другому Ігидейському наслезі Ботуруського улусу Якутської області. Залишившись сиротою виховувалась у діда.
У 1893 році вийшла заміж за засланця народовольця В. М. Іонова, який долучив її до збирання якутського фольклору.
Марія Миколаївна автор олонхо «Күл-күл Бөҕө оҕонньор Силирикээн эмээхсин икки» (Дід Кюл-кюл Бьогьо і баба Сілірікен) (1893—1894 рр.). Це олонхо надруковано в книзі Е. К. Пекарського.
Допомогла як знавець мови Е. К. Пекарському при написанні академічної праці «Словарь якутского языка».
В 1899—1910 роках проживала в Якутську, в 1910—1917 роках — у Петрограді, потім у 1917—1922 роках — у Києві.
У 1922—1930 роках працювала в Музеї антропології та етнографії АН СРСР.
Брала участь в експедиціях Академії Наук в Нюрбинському та Вілюйському районах Якутської АРСР.
У шлюбі з В. М. Іоновим народилось четверо дітей, двоє синів померли в молодшому віці. Старша дочка Людмила репресована в 1937 році за хибним звинуваченням в участі підготовки повстання проти радянської влади. Реабілітована в 1957 році. Молодша дочка Іонова Ольга Всеволодівна стала вченим-істориком.
М. М. Андросова-Іонова останні роки життя прожила в Москві. З початком Другої світової війни евакуйована та померла в 1941 році у Ташкенті.

## Публікації
- Образцы народной литературы якутов, собранные Э. К. Пекарским. — СПб, 1909.
- Оҕуруот аһын үүннэриитэ. — М., 1925.
- Советский фольклор. Сборник статей и материалов. М. — Л., 1936.
- Дабаан. Альманах землячества в Москве. М. — Якутск, 1938.
- Саха норуотун айымньыта. Составители Г. М. Васильев и Х. И. Константинов. — Якутск, 1942[3].